# 5773 Hopper
Az 5773 Hopper (ideiglenes jelöléssel (5773) 1989 NO) a Naprendszer kisbolygóövében található aszteroida. Eleanor F. Helin fedezte fel 1989. július 2-án.